# Stráňavy
Stráňavy (ungarisch Felsőosztorány – bis 1907 Sztrányavi) ist eine Gemeinde im Norden der Slowakei mit 1897 Einwohnern (Stand 31. Dezember 2024) im Okres Žilina, einem Kreis des Žilinský kraj.

## Geographie
Die Gemeinde befindet sich im Ostteil des Talkessels Žilinská kotlina im Tal des Baches Stráňavský potok, der in die im Stausee Žilina aufgestaute Waag mündet. Südlich und östlich geht das Gelände in die Kleine Fatra über und im Süden folgt das Bachtal bis zum Berg Minčol (1364 m n.m.). Das Ortszentrum liegt auf einer Höhe von 420 m n.m. und ist zehn Kilometer von Žilina entfernt.
Am Ortsanfang befindet sich ein Thermalbad mit einer Wassertemperatur von etwa 24–26 °C.
Nachbargemeinden sind Strečno im Nordosten, Vrútky und Martin (Stadtteil Záturčie) im Südosten (über die Kleine Fatra), Višnové im Südwesten und Žilina im Westen (Stadtteil Trnové) und Norden (Stadtteil Mojšova Lúčka).

## Geschichte
Der Ort wurde zum ersten Mal 1356 als Ztrany schriftlich erwähnt und gehörte zum Herrschaftsgut der Burg Strečno sowie zu den Geschlechtern Sztrányay und Nedeczky. 1598 gab es 22 Häuser und eine Mühle, 1828 zählte man 69 Häuser und 676 Einwohner, die in Forst-, Landwirtschaft und Viehzucht beschäftigt waren.
Bis 1918 gehörte der im Komitat Trentschin liegende Ort zum Königreich Ungarn und kam danach zur Tschechoslowakei beziehungsweise heute Slowakei.

## Bevölkerung
| Jahr                | 1994 | 2004    | 2014    | 2024    |
| ------------------- | ---- | ------- | ------- | ------- |
| Anzahl der Personen | 1756 | 1831    | 1865    | 1897    |
| Unterschied         |      | +4,27 % | +1,85 % | +1,71 % |

| Jahr                | 2023 | 2024    |
| ------------------- | ---- | ------- |
| Anzahl der Personen | 1901 | 1897    |
| Unterschied         |      | −0,21 % |

Gemäß der Volkszählung 2011 wohnten in Stráňavy 1803 Einwohner, davon 1753 Slowaken, zehn Tschechen, drei Magyaren und jeweils ein Deutscher und Pole; drei Einwohner waren anderer Ethnie. 28 Einwohner machten keine Angabe. 1605 Einwohner gehörten zur römisch-katholischen Kirche, jeweils drei Einwohner zur evangelischen Kirche A. B. und zur evangelistischen Kirche, zwei Einwohner zur griechisch-katholischen Kirche und ein Einwohner zur Bahai-Religion; fünf Einwohner waren anderer Konfession. 112 Einwohner waren konfessionslos und bei 62 Einwohnern ist die Konfession nicht ermittelt.
Ergebnisse nach der Volkszählung 2001 (1838 Einwohner):
| Nach Ethnie: - 99,08 % Slowaken - 0,71 % Tschechen - 0,11 % Magyaren | Nach Konfession: - 93,47 % römisch-katholisch - 3,97 % konfessionslos - 1,74 % keine Angabe - 0,22 % evangelisch - 0,16 % andere - 0,11 % griechisch-katholisch |

## Sehenswürdigkeiten
- römisch-katholische Sieben-Schmerzen-Mariä-Kirche aus dem Jahr 1993
- Denkmal an den ersten tschechoslowakischen Armee-Korps
- Das Malofatranské múzeum, das eine Ausstellung der Operation in der Kleinen Fatra während des Zweiten Weltkriegs zeigt

## Infrastruktur und Verkehr
Die grundlegende Infrastruktur ist gut ausgebaut, mit vorhandenen Wasser- und Gasleitungen, Kanalisation und Anschluss an eine Kläranlage sowie einem Kabelfernsehnetz. Die Gemeinde betreibt ein Kindergarten und eine Grundschule und es gibt ein Postamt. Verkehrstechnisch ist das Dorf über eine Kreuzung mit der Straße 1. Ordnung 18 (E 50) erreichbar, der nächste Bahnhof befindet sich in Žilina.